# Paquita Salas
Production
Diffusion
Paquita Salas est une série télévisée espagnole créée par Javier Calvo et Javier Ambrossi. Elle est d’abord diffusée sur la plateforme web espagnole Flooxer en juillet 2016. Après un succès inattendu, la série est ensuite diffusée sur la chaine de télévision Neox. Netflix acquiert la série en octobre 2017 et confirme que la plateforme diffuserait une deuxième saison exclusive en juin 2018. En mai 2018, une troisième saison est confirmée et elle est diffusée à partir du 28 juin 2019.

## Synopsis
Paquita Salas (Brays Efe) était la meilleure imprésario des années 1990 et, même si aujourd’hui tout a changé, pas elle. Quand Macarena García, son actrice la plus connue, l’abandonne de manière inattendue, le monde de Paquita s’effondre. Avec Magüi (Belén Cuesta), son inséparable assistante, et Álex, un réparateur qui finira par faire partie de la famille, Paquita se lance désespérément à la recherche de nouveaux talents. Ce sera une recherche qui lui fera trouver sa place dans la profession et dans le monde.

## Distribution
- Brays Efe : Paquita Salas
- Belén Cuesta : Magüi Moreno
- Lidia San José : Lidia San José
- Álex de Lucas : Álex de Lucas (saisons 1 et 2, puis récurrent)
- Mariona Terés : Mariona Terés (saisons 1 et 2)
- Yolanda Ramos : Noemí Argüelles (saisons 2 et 3, auparavant invitée)
- Anna Castillo : Belén de Lucas (saisons 2 et 3, auparavant invitée)
- Belinda Washington : Belinda Washington (saison 3, auparavant invitée)
- Terelu Campos (es) : Bárbara Valiente (saison 3, invitée saison 2)
- Michelle Calvó : elle-même (non créditée)

## Épisodes
| Saisons | Épisodes | Diffusion originale | Diffusion originale | Plateforme |
| Saisons | Épisodes | Initiale            | Finale              | Plateforme |
| ------- | -------- | ------------------- | ------------------- | ---------- |
| 1       | 5        | 6 juillet 2016      | 25 octobre 2016     | Flooxer    |
| 2       | 5        | 29 juin 2018        | 29 juin 2018        | Netflix    |
| 3       | 6        | 28 juin 2019        | 28 juin 2019        | Netflix    |

### Première saison (2016)
1. Mariée à ça (Casada con esto)
2. L'Actrice 360 (La actriz 360)
3. Retour à Navarrete (Hasta Navarrete)
4. Divacel
5. La Magie en toi (La magia que hay en ti)

### Deuxième saison (2018)
1. La Voix de la secte (La voz de la secta)
2. Solidaire (Solidaria)
3. Le Secret (El secreto)
4. La Dernière Tranche de bacon à Tarazona (El último torrezno de Tarazona)
5. Le Point de départ (Punto de partida)

### Troisième saison (2019)
1. Cadillac Solitario (Cadillac Solitario)
2. Edwin
3. B-Fashion
4. Viral (La actriz viral)
5. Danses régionales (Bailes regionales)
6. Retour à Navarrete II (Hasta Navarrete (II))

## Récompenses
- Prix Feroz 2017 : meilleure série comique et meilleure actrice dans un second rôle pour Belén Cuesta[3]
- Prix Feroz 2020 : meilleure actrice dans un second rôle pour Yolanda Ramos[4]